# Associazione Calcio Pisa 1938-1939
Questa pagina raccoglie i dati riguardanti l'Associazione Calcio Pisa nelle competizioni ufficiali della stagione 1938-1939.

## Rosa
| N. |                   | Ruolo | Calciatore                 |
| -- | ----------------- | ----- | -------------------------- |
|    | Italia (bandiera) | P     | Giulio Baldacci            |
|    | Italia (bandiera) | A     | Giovanni Bermone           |
|    | Italia (bandiera) | A     | Elio Bertoni               |
|    | Italia (bandiera) | C     | Giuseppe Cammilli          |
|    | Italia (bandiera) | C     | Alessandro Ciferri         |
|    | Italia (bandiera) | A     | Oreste Cioni               |
|    | Italia (bandiera) | C     | Pier Francesco De Martinis |
|    | Italia (bandiera) | C     | Mino Del Gamba             |
|    | Italia (bandiera) | D     | Terzillo Del Pecchia       |
|    | Italia (bandiera) | A     | Natale Faccenda            |
|    | Italia (bandiera) | D     | Antonio Franceschi         |

| N. |                      | Ruolo | Calciatore          |
| -- | -------------------- | ----- | ------------------- |
|    | Italia (bandiera)    | D     | Adamello Freschi    |
|    | Italia (bandiera)    | C     | Flavio Lombardi     |
|    | Italia (bandiera)    | C     | Maggiorino Mongero  |
|    | Italia (bandiera)    | A     | Mario Nicolini      |
|    | Italia (bandiera)    | A     | Giuseppe Pampana    |
|    | Argentina (bandiera) | C     | Franco Ponzinibio   |
|    | Italia (bandiera)    | C     | Milziade Severgnini |
|    | Italia (bandiera)    | D     | Luigi Strobbe       |
|    | Italia (bandiera)    | C     | Mario Tonali        |
|    | Italia (bandiera)    | P     | Giuseppe Traverso   |
|    | Italia (bandiera)    | D     | Mario Verga         |

## Risultati

### Serie B

#### Girone di andata
| Arbitro: | Gnocchini (Roma) |

|                   |           |  |
| Torti Bruscantini | Marcatori |  |

| Arbitro: | Camisasca (Milano) |

|                     |           |         |
| Ponzinibbio Ciferri | Marcatori | Zuliani |

| Arbitro: | Carminati (Milano) |

|                                 |           |         |
| Cresta Massiglia Ghezzi Robotti | Marcatori | Bermone |

| Arbitro: | Garbieri (Genova) |

|         |           |       |
| Ciferri | Marcatori | Salvi |

| Arbitro: | Scotto (Savona) |

|        |           |  |
| Chiesa | Marcatori |  |

| Arbitro: | Rizzo (Messina) |

|        |           |  |
| Tonali | Marcatori |  |

| Lodi 30 ottobre 1938 7ª giornata | Fanfulla           | 0 – 0 referto | Pisa | Stadio Dossenina\| Arbitro: \| Salvagno (Trieste) \| |
| Arbitro:                         | Salvagno (Trieste) |               |      |                                                      |

| Arbitro: | Barlassina (Novara) |

|                                             |           |           |
| Lomi ?’ (aut.) Faccenda Ponzinibio Nicolini | Marcatori | Boniforti |

| Arbitro: | Scorzoni (Bologna) |

|                     |           |  |
| Di Benedetti ?’, ?’ | Marcatori |  |

| Pisa 27 novembre 1938 10ª giornata | Pisa                 | 0 – 0 referto | Sanremese | Campo Sportivo del Littorio\| Arbitro: \| Mastellari (Bologna) \| |
| Arbitro:                           | Mastellari (Bologna) |               |           |                                                                   |

| Arbitro: | Candela (Genova) |

|                          |           |                         |
| Lenzi Bandini Giangolini | Marcatori | Faccenda ?’, ?’ Bertoni |

| Arbitro: | Rizzo (Messina) |

|         |           |        |
| Ciferri | Marcatori | Dalfin |

| Arbitro: | Tonnetti (Roma) |

|        |           |  |
| Celant | Marcatori |  |

| Arbitro: | Leoni (Milano) |

|                                       |           |                |
| Niccolini Bertoni II Faccenda Mongero | Marcatori | Cappello Orzan |

| Arbitro: | Rosso (Torino) |

|        |           |         |
| Coccin | Marcatori | Ciferri |

| Arbitro: | Biancone (Roma) |

|       |           |                            |
| Rossi | Marcatori | Faccenda Niccolini Bertoni |

| Arbitro: | Gnocchini (Roma) |

|                         |           |           |
| Faccenda ?’, ?’ Bertoni | Marcatori | Presselli |

#### Girone di ritorno
| Arbitro: | Gamba (Napoli) |

|                                |           |                |
| Ciferri Faccenda ?’, ?’ (rig.) | Marcatori | Torti Zuccotti |

| Arbitro: | Biancone (Roma) |

|          |           |  |
| Santillo | Marcatori |  |

| Arbitro: | Zelocchi (Modena) |

|                                            |           |                     |
| Nicolini Faccenda ?’, ?’ Bertoni II ?’, ?’ | Marcatori | Massiglia Pietruzzi |

| Arbitro: | Dellarole (Roma) |

|                 |           |  |
| Scategni ?’, ?’ | Marcatori |  |

| Arbitro: | Pirovano (Monza) |

|                 |           |             |
| Ciferri Bertoni | Marcatori | Lombardi II |

| Arbitro: | Cardinali (Milano) |

|                               |           |          |
| Quario Alberico ?’, ?’ Salati | Marcatori | Nicolini |

| Arbitro: | Marini |

|          |           |        |
| Faccenda | Marcatori | Ghezzi |

| Arbitro: | Fois (Roma) |

|                    |           |         |
| Belardini Anguilla | Marcatori | Ciferri |

| Arbitro: | Galeati (Bologna) |

|  |           |       |
|  | Marcatori | Menti |

| Arbitro: | Gnocchini (Roma) |

|                 |           |            |
| Imberti Mantero | Marcatori | Bertoni II |

| Arbitro: | Scorzoni (Bologna) |

|  |           |                 |
|  | Marcatori | Bandini Renoldi |

| Arbitro: | Dellarole (Vercelli) |

|         |           |  |
| Biagini | Marcatori |  |

| Arbitro: | Carminati (Milano) |

|         |           |  |
| Mongero | Marcatori |  |

| Arbitro: | Fois (Roma) |

|                     |           |            |
| Orzan Degli Esposti | Marcatori | Bertoni II |

| Arbitro: | Neri (Vicenza) |

|                        |           |  |
| Mongero Bertoni ?’, ?’ | Marcatori |  |

| Arbitro: | Camiolo (Milano) |

|                                                                    |           |  |
| Mongero ?’, ?’ (rig.) Ciferri Bertoni ?’, ?’, ?’ Ponzinibio ?’, ?’ | Marcatori |  |

| Arbitro: | Salvatori (Roma) |

|        |           |                    |
| Valese | Marcatori | Ciferri Bertoni II |

### Coppa Italia
| Arbitro: | Marsciani (Modena) |

|         |           |  |
| Mariani | Marcatori |  |